# Prival’noevatnet
Der Prival’noevatnet (norwegisch; russisch Озеро Привальное Osero Priwalnoje, deutsch ‚Stopp-See‘) ist ein See an der Prinzessin-Astrid-Küste des ostantarktischen Königin-Maud-Lands. In der Schirmacher-Oase liegt er nördlich des östlichen Endes des Russeskaget.
Russische Wissenschaftler benannten ihn. Wissenschaftler des Norwegischen Polarinstituts übertrugen diese Benennung 1991 ins Norwegische.